# 604 Tekmessa
604 Tekmessa eller 1906 TK är en asteroid i huvudbältet, som upptäcktes 16 februari 1906 av den amerikanske astronomen Joel Hastings Metcalf i Taunton. Den är uppkallad efter Tekmessa i den grekiska mytologin.
Asteroiden har en diameter på ungefär 64 kilometer.